# Matej Mavrič Rožič
Matej Mavrič Rožič, slovenski nogometaš, * 29. januar 1979, Koper.

## Nogometna kariera
Matej je svojo nogometno pot začel pri NK Piran, nato pa je profesionalno pot nadaljeval pri NK Primorje in NK Gorica. Leta 2005 je z norveškim klubom Molde FK osvojil norveški nogometni pokal, januarja leta 2007 pa ga je klub posodil nemškemu drugoligaškemu klubu TuS Koblenz. Julija 2007 je podpisal pogodbo s katero je postal stalni član TuS Koblenza. Med letoma 2012 in 2013 je igral za Koper, 24. maja 2014 je odigral poslovilno tekmo ob koncu kariere.

## Dosežki

#### NK Primorje
- Slovenski nogometni pokal:

- Drugo mesto: 1997-98

#### ND Gorica
- Prva slovenska nogometna liga: 2003-04

- Podprvak: 1999-00

- Slovenski nogometni pokal: 2000-01, 2001-02

#### Molde FK
- Norveški nogometni pokal: 2005